# ويليام س. فراي
ويليام س. فراي (بالإنجليزية: William C. Frey)‏ هو محامي وقاضي أمريكي، ولد في 24 يوليو 1919 في توسان في الولايات المتحدة، وتوفي في 16 فبراير 1979 في هندوراس.